# Marsac (Creuse)
Pour les articles homonymes, voir Marsac.
Marsac est une commune française située dans le département de la Creuse en région Nouvelle-Aquitaine.

## Géographie
La commune est baignée par l'Ardour.
Marsac est située à 4 km de Bénévent-l'Abbaye et à 11 km de Laurière. Par la route, Marsac est à 51 km de Limoges et à 29 km de Guéret.

La commune est desservie par la gare de Marsac (Creuse) située sur la ligne Montluçon - Saint-Sulpice-Laurière
| Fursac  | Le Grand-Bourg | Bénévent-l'Abbaye     |
|         | Marsac         |                       |
| Arrènes |                | Mourioux-Vieilleville |

### Climat
Pour des articles plus généraux, voir Climat de la Nouvelle-Aquitaine et Climat de la Creuse.
Historiquement, la commune est dans une zone de transition entre le climat océanique limousin et le climat montagnard.  
En 2020, Météo-France publie une typologie des climats de la France métropolitaine dans laquelle la commune est dans une zone de transition entre le climat océanique altéré et le climat de montagne et est dans la région climatique  Ouest et nord-ouest du Massif Central, caractérisée par une pluviométrie annuelle de 900 à 1 500 mm, maximale en automne et en hiver.
Pour la période 1971-2000, la température annuelle moyenne est de 10,8 °C, avec  une amplitude thermique annuelle de 14,8 °C. Le cumul annuel moyen de précipitations est de 1 066 mm, avec 13,3 jours de précipitations en janvier et 8,2 jours en juillet. Pour la période 1991-2020, la température moyenne annuelle observée sur la station météorologique la plus proche, située sur la commune de Bénévent-l'Abbaye à 4 km à vol d'oiseau, est de 11,5 °C et le cumul annuel moyen de précipitations est de 1 013,1 mm,. Pour l'avenir, les paramètres climatiques de la commune estimés pour 2050 selon différents scénarios d’émission de gaz à effet de serre sont consultables sur un site dédié publié par Météo-France en novembre 2022.

## Urbanisme

### Typologie
Au 1er janvier 2024, Marsac est catégorisée commune rurale à habitat dispersé, selon la nouvelle grille communale de densité à 7 niveaux définie par l'Insee en 2022.
Elle est située hors unité urbaine. Par ailleurs la commune fait partie de l'aire d'attraction de Guéret, dont elle est une commune de la couronne,. Cette aire, qui regroupe 72 communes, est catégorisée dans les aires de moins de 50 000 habitants,.

### Occupation des sols
L'occupation des sols de la commune, telle qu'elle ressort de la base de données européenne d’occupation biophysique des sols Corine Land Cover (CLC), est marquée par l'importance des territoires agricoles (68,6 % en 2018), une proportion identique à celle de 1990 (68,6 %). La répartition détaillée en 2018 est la suivante : 
prairies (55,2 %), forêts (28,5 %), zones agricoles hétérogènes (13,4 %), zones urbanisées (2,9 %). L'évolution de l’occupation des sols de la commune et de ses infrastructures peut être observée sur les différentes représentations cartographiques du territoire : la carte de Cassini (XVIIIe siècle), la carte d'état-major (1820-1866) et les cartes ou photos aériennes de l'IGN pour la période actuelle (1950 à aujourd'hui).

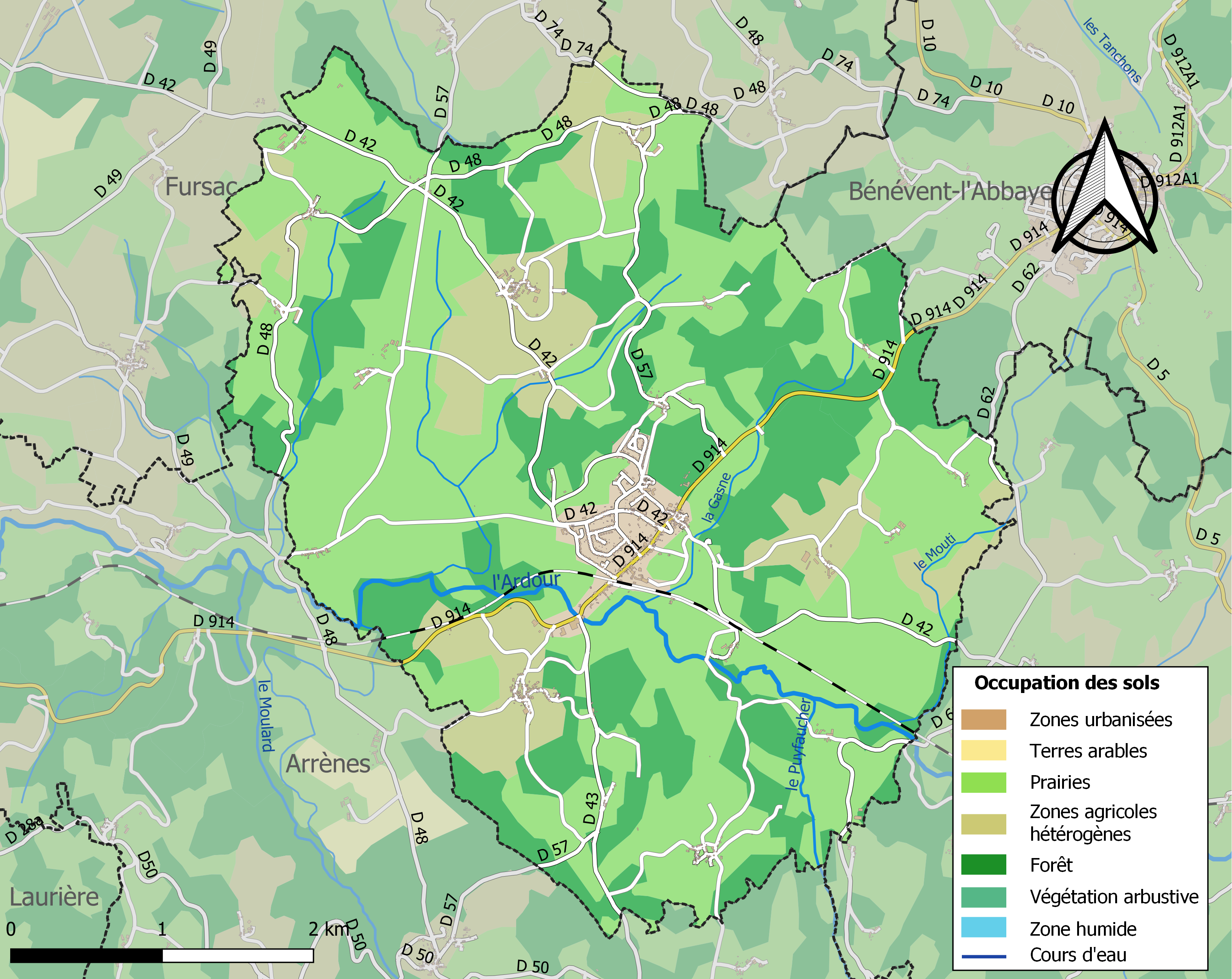
Carte des infrastructures et de l'occupation des sols de la commune en 2018 (CLC).

### Risques majeurs
Le territoire de la commune de Marsac est vulnérable à différents aléas naturels : météorologiques (tempête, orage, neige, grand froid, canicule ou sécheresse) et séisme (sismicité faible). Il est également exposé à un risque particulier : le risque de radon. Un site publié par le BRGM permet d'évaluer simplement et rapidement les risques d'un bien localisé soit par son adresse soit par le numéro de sa parcelle.

#### Risques naturels

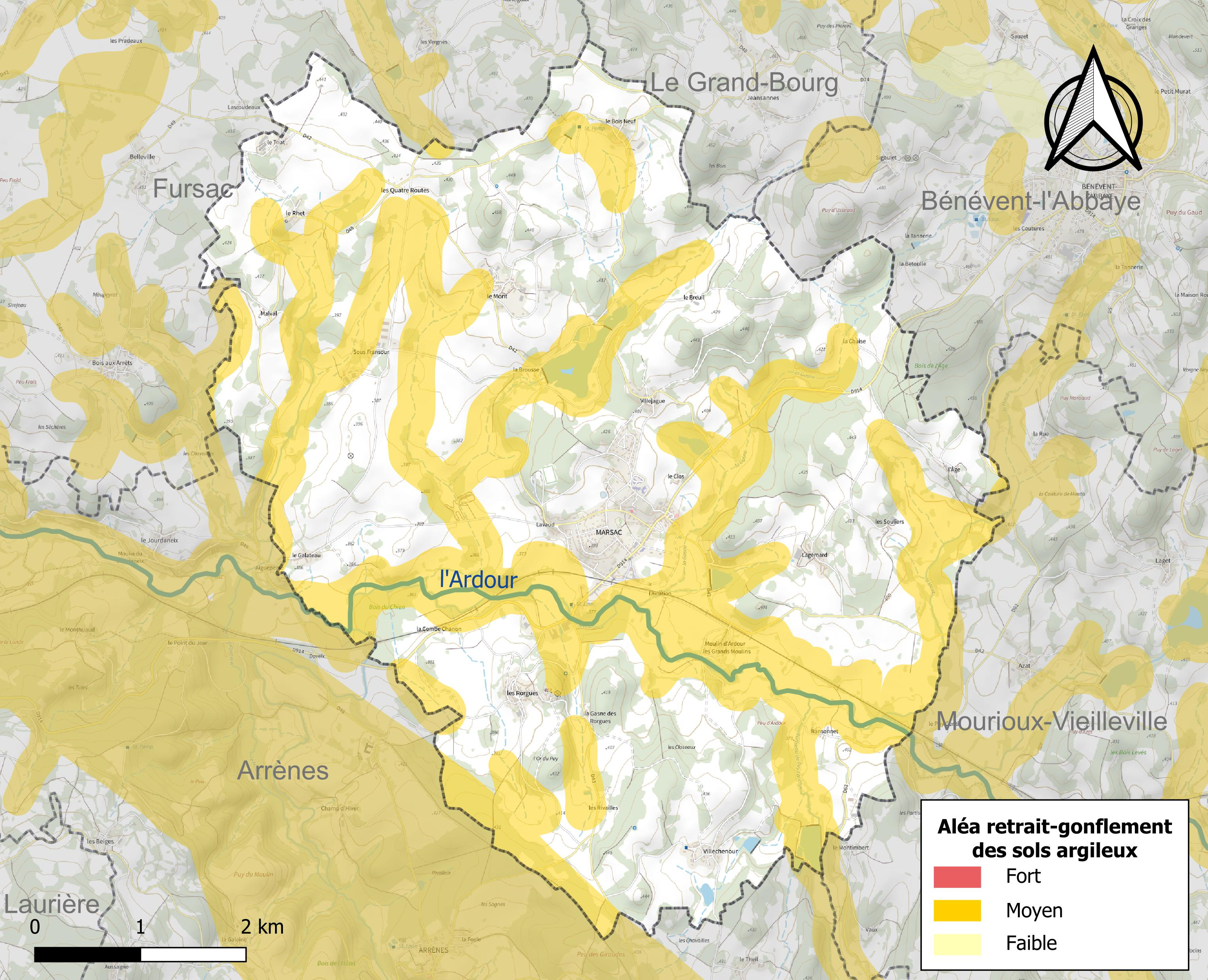
Carte des zones d'aléa retrait-gonflement des sols argileux de Marsac.

Le retrait-gonflement des sols argileux est susceptible d'engendrer des dommages importants aux bâtiments en cas d’alternance de périodes de sécheresse et de pluie. 37,8 % de la superficie communale est en aléa moyen ou fort (33,6 % au niveau départemental et 48,5 % au niveau national). Sur les 437 bâtiments dénombrés sur la commune en 2019,  42 sont en aléa moyen ou fort, soit 10 %, à comparer aux 25 % au niveau départemental et 54 % au niveau national. Une cartographie de l'exposition du territoire national au retrait gonflement des sols argileux est disponible sur le site du BRGM,.
Par ailleurs, afin de mieux appréhender le risque d’affaissement de terrain, l'inventaire national des cavités souterraines permet de localiser celles situées sur la commune.
La commune a été reconnue en état de catastrophe naturelle au titre des dommages causés par les inondations et coulées de boue survenues en 1982 et 1999. Concernant les mouvements de terrains, la commune a été reconnue en état de catastrophe naturelle au titre des dommages causés par des mouvements de terrain en 1999.

#### Risque particulier
Dans plusieurs parties du territoire national, le radon, accumulé dans certains logements ou autres locaux, peut constituer une source significative d’exposition de la population aux rayonnements ionisants. Certaines communes du département sont concernées par le risque radon à un niveau plus ou moins élevé. Selon la classification de 2018, la commune de Marsac est classée en zone 3, à savoir zone à potentiel radon significatif.

#### SNCF
- Gare de Marsac

## Toponymie
Le nom de la commune vient du toponyme gallo-romain Martiacum, dérivé du nom du prénom romain Marcius, lui-même dérivé du nom du dieu Mars, avec le suffixe de langue gauloise "acos/acum" désignant un lieu au sens de propriété. Martiacum signifiait donc le "domaine de Marcius".
Il donnera par la suite Marsac en français et Marçac en limousin, dialecte anciennement parlé localement et prononcé Marso.

## Histoire
Lieu de passage des pèlerins du pèlerinage de Saint-Jacques-de-Compostelle sur la Via Lemovicensis

## Politique et administration

### Député et conseiller général
Marsac appartenait à la 1re circonscription composée des cantons de Bénévent-l'Abbaye, Bonnat, Bourganeuf, Dun-le-Palestel, Le Grand-Bourg, Guéret-Nord, Guéret-Sud-Est, Guéret-Sud-Ouest, Saint-Vaury et La Souterraine jusqu'aux élections de juin 2012.
Depuis le redécoupage des circonscriptions législatives françaises de 2010, la Creuse ne comporte plus qu'une seule circonscription.
Lors des élections législatives françaises de 2012, Michel Vergnier qui était le député (PS) de la 1re circonscription depuis 1997 a été élu député de la Creuse face à Jean Auclair qui était le député (UMP) de la deuxième circonscription.
Le conseiller général du canton de Bénévent-l'Abbaye est André Mavigner (DVG) depuis 2008.

### Maire
| Période                                  | Période  | Identité                 | Étiquette | Qualité   |
| ---------------------------------------- | -------- | ------------------------ | --------- | --------- |
| mars 2001                                | 2020     | Marie-Jeanne de Basquiat | DVG       | Retraitée |
| 2020                                     | En cours | Daniel Dumas             |           |           |
| Les données manquantes sont à compléter. |          |                          |           |           |

## Population et société

### Démographie
Ses habitants sont appelés les Marsacois et les Marsacoises.

#### Évolution démographique
L'évolution du nombre d'habitants est connue à travers les recensements de la population effectués dans la commune depuis 1793. Pour les communes de moins de 10 000 habitants, une enquête de recensement portant sur toute la population est réalisée tous les cinq ans, les populations de référence des années intermédiaires étant quant à elles estimées par interpolation ou extrapolation. Pour la commune, le premier recensement exhaustif entrant dans le cadre du nouveau dispositif a été réalisé en 2005.

En 2022, la commune comptait 642 habitants, en évolution de −4,89 % par rapport à 2016 (Creuse : −3,32 %, France hors Mayotte : +2,11 %).
| 1793 | 1800 | 1806 | 1821 | 1831 | 1836 | 1841 | 1846 | 1851 |
| ---- | ---- | ---- | ---- | ---- | ---- | ---- | ---- | ---- |
| 802  | 689  | 912  | 865  | 860  | 881  | 914  | 925  | 967  |

| 1856 | 1861 | 1866  | 1872  | 1876  | 1881  | 1886  | 1891  | 1896  |
| ---- | ---- | ----- | ----- | ----- | ----- | ----- | ----- | ----- |
| 994  | 978  | 1 049 | 1 026 | 1 050 | 1 055 | 1 117 | 1 129 | 1 115 |

| 1901  | 1906  | 1911  | 1921  | 1926 | 1931 | 1936 | 1946 | 1954 |
| ----- | ----- | ----- | ----- | ---- | ---- | ---- | ---- | ---- |
| 1 165 | 1 230 | 1 142 | 1 014 | 985  | 966  | 959  | 881  | 856  |

| 1962 | 1968 | 1975 | 1982 | 1990 | 1999 | 2005 | 2006 | 2010 |
| ---- | ---- | ---- | ---- | ---- | ---- | ---- | ---- | ---- |
| 868  | 854  | 857  | 766  | 781  | 727  | 714  | 719  | 679  |

| 2015 | 2020 | 2022 | - | - | - | - | - | - |
| ---- | ---- | ---- | - | - | - | - | - | - |
| 673  | 640  | 642  | - | - | - | - | - | - |

#### Pyramide des âges
La population de la commune est relativement âgée.
En 2018, le taux de personnes d'un âge inférieur à 30 ans s'élève à 22,2 %, soit en dessous de la moyenne départementale (25,7 %). À l'inverse, le taux de personnes d'âge supérieur à 60 ans est de 47,1 % la même année, alors qu'il est de 38,4 % au niveau départemental.
En 2018, la commune comptait 307 hommes pour 357 femmes, soit un taux de 53,77 % de femmes, largement supérieur au taux départemental (51,47 %).
Les pyramides des âges de la commune et du département s'établissent comme suit.
| Hommes | Classe d’âge | Femmes |
| ------ | ------------ | ------ |
| 4,0    | 90 ou +      | 8,7    |
| 14,7   | 75-89 ans    | 17,7   |
| 24,3   | 60-74 ans    | 24,2   |
| 20,7   | 45-59 ans    | 16,7   |
| 12,2   | 30-44 ans    | 12,3   |
| 12,6   | 15-29 ans    | 7,0    |
| 11,5   | 0-14 ans     | 13,5   |

| Hommes | Classe d’âge | Femmes |
| ------ | ------------ | ------ |
| 1,4    | 90 ou +      | 3,5    |
| 10,5   | 75-89 ans    | 14,5   |
| 24,7   | 60-74 ans    | 24     |
| 21,4   | 45-59 ans    | 20,4   |
| 14,9   | 30-44 ans    | 13,8   |
| 13,5   | 15-29 ans    | 11,2   |
| 13,7   | 0-14 ans     | 12,7   |

## Lieux et monuments

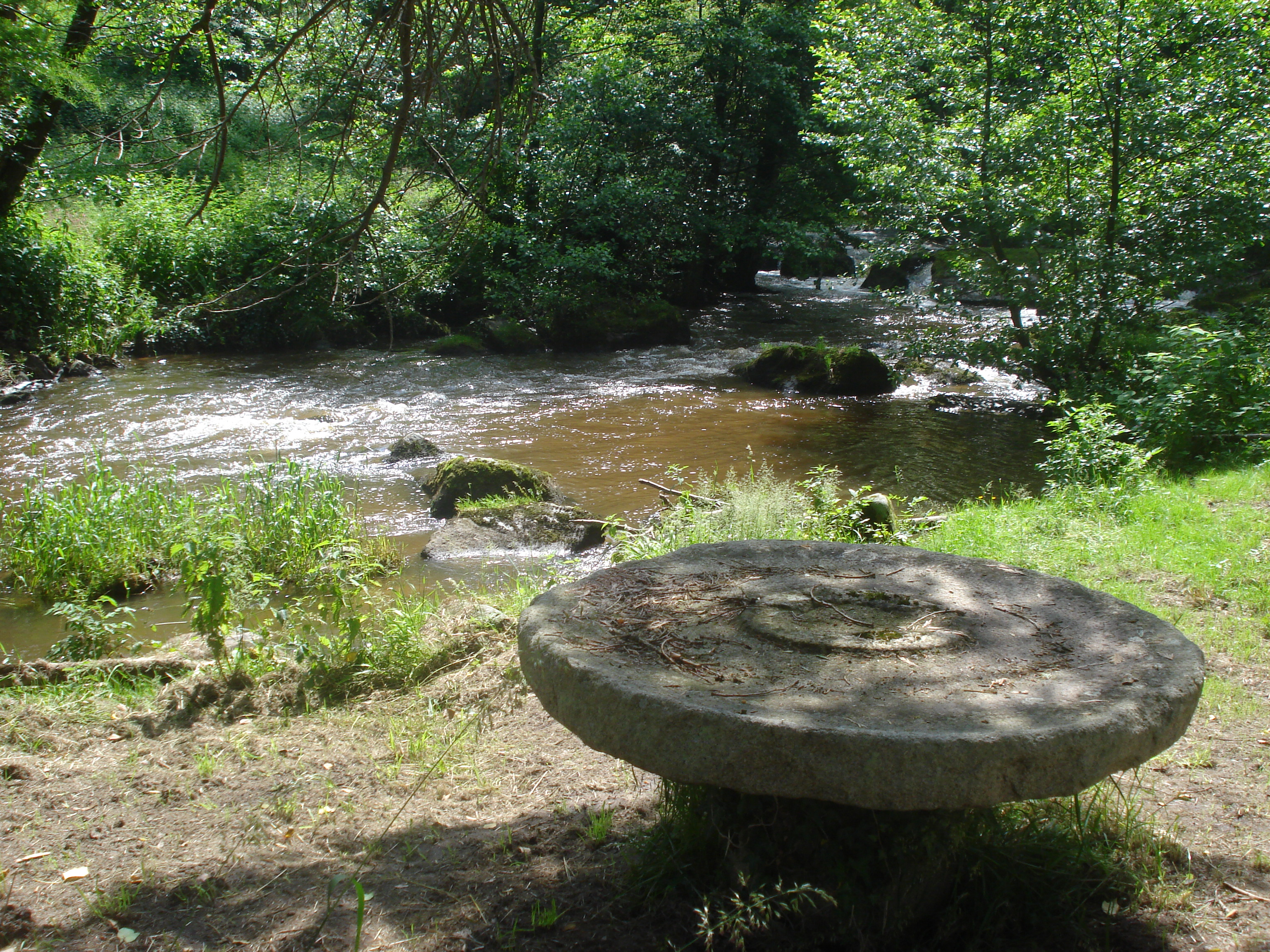
L'Ardour à Marsac

- Église Saint-Pierre-et-Saint-Paul de Marsac

Le Moulin d'Ardour situé en amont du moulin des Rorgues a commencé d'utiliser la force motrice de l'eau avant le XVIIe siècle comme en témoigne une reconnaissance de dette des habitants de l'abbaye de Bénévent.
La commune de Marsac s'est dotée en 2011 d'une piscine biologique (ouverte seulement pendant l'été) après transformation de la piscine municipale de type classique.

## Lieux-dits
La commune de Marsac comprend 23 villages dispersés autour du bourg : L’Âge, L'Aviation, Le Bois-Neuf, Le Breuil, La Brousse, La Chaise, Combe-Chanon, Le Galateau, La Gasne-des-Rorgues, Les Grands-Moulins, Lagemard, Malval, Le Mont, La Pérelle, Les Quatre-Routes, Ransonnet, Le Rhet, Les Rivailles, Les Rorgues, Les Souliers, Sous-Fransour, Villechenour, Villejague.